# 特魯比夫希納
50°9′58″N 31°48′11″E / 50.16611°N 31.80306°E
特魯比夫什奇納（烏克蘭語：Трубівщина）是位於烏克蘭北部的村莊，由基辅州鲍里斯皮尔区的亞霍滕市鎮負責管轄。該村始建於1820年，面積1.5平方公里，海拔高度123米，2001年人口367，人口密度每平方公里244.7人。